# Мирзаахмедов, Нодиржон
Нодиржон Мирзаахмедов (узб. Nodirjon Mirzaahmedov; род. 3 июня 1994 года, Ташкент, Узбекистан) — узбекский боксёр, выступающий в наилегчайшем весе. Двукратный чемпион Азии (2019, 2021) в любителях.

## Биография
Нодиржон Мирзаахмедов родился 3 июня 1994 года в Ташкенте. Он из спортивной семьи, его отец и старший брат также занимались боксом. Окончил Узбекский государственный институт физической культуры.
Нодиржон начал заниматься боксом в юном возрасте в спортивном зале при Учтепинском хокимияте города Ташкента под руководством тренера Рената Мухамеджановича Юсупова. В 2013 году начал карьеру в любительском боксе. В 2015 году на чемпионате Узбекистана по боксу выигрывает серебро, проиграв в финале Хасанбою Дусматову.
В 2018 году на чемпионате Узбекистана занял четвёртое место в весовой категории до 52 кг. В 2019 году в финале Чемпионата Азии по боксу в весовой категории до 49 кг одержал победу над боксёром из Индии Дипак Сингх, завоевав золотую медаль.